# Bis(benzen)chromi
Bis(benzen)crom là hợp chất cơ kim có công thức phân tử là Cr(C6H6)2. Nó đôi khi được gọi là đibenzencrom. Hợp chất này đóng một vai trò quan trọng trong sự phát triển của các hợp chất có dạng như bánh xăng-uých trong hóa học cơ kim và là phức chất nguyên mẫu chứa hai phối tử benzen.

## Điều chế
Bis(benzen)crom được điều chế cho benzen tác dụng với crom:
| + 2{\displaystyle \longrightarrow } |
| ----------------------------------- |